# Grand Corps Malade
Fabien Marsaud alias Grand Corps Malade (31 de julio de 1977, Le Blanc-Mesnil, Francia) es un compositor-escritor de poesía slam francés.

## Historia de su vida

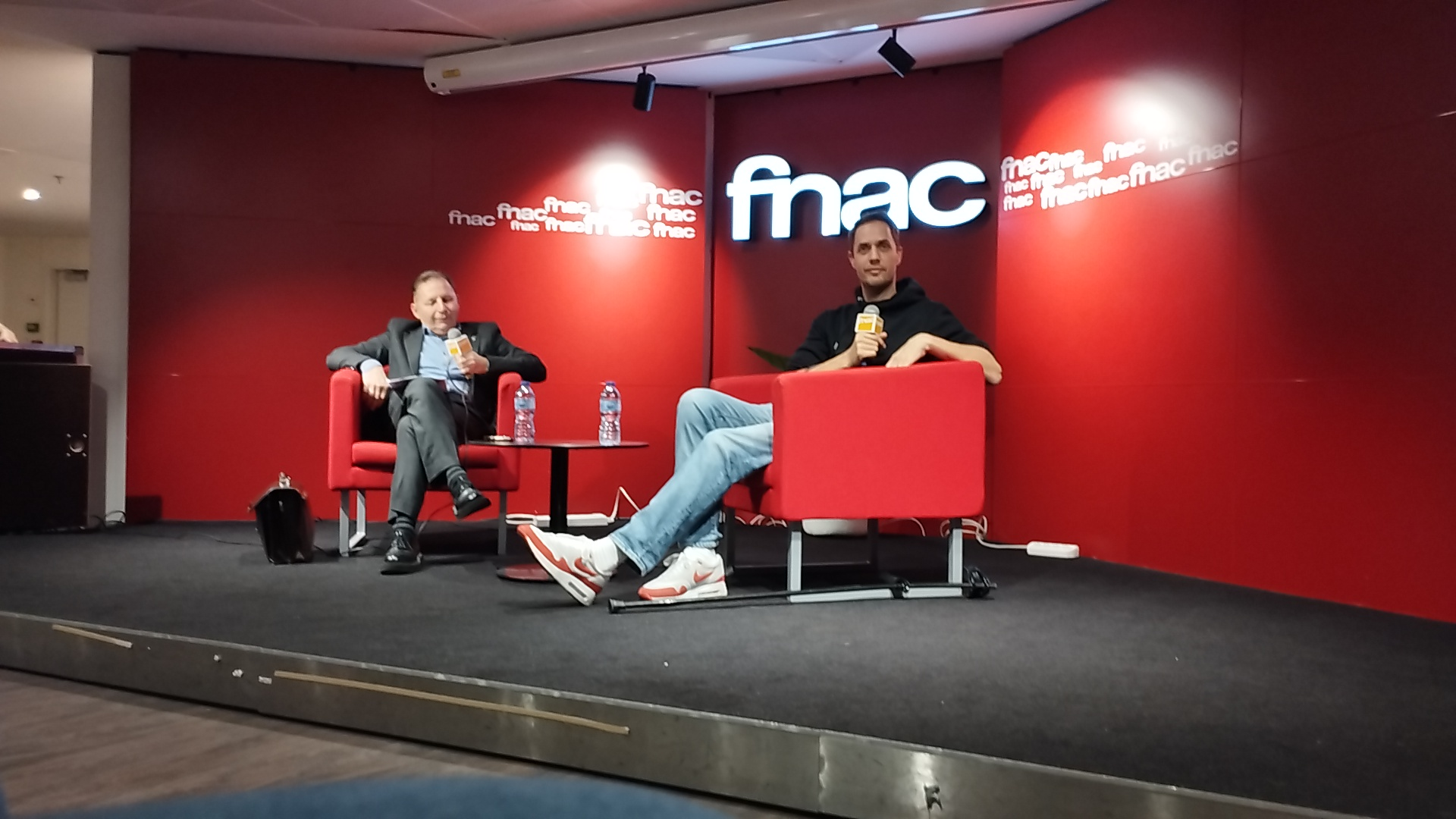
Grand Corps Malade en 2023.

El 31 de julio de 1997 tuvo una rotura de vértebras consecuencia de un mal zambullido en una piscina mientras que trabajaba como monitor de tiempo libre en una colonia de vacaciones en Saint-Denis de la que le diagnosticaron que no iba a poder recuperar la movilidad. Sin embargo, en 1999, recuperó la movilidad en sus piernas tras una larga recuperación. Así pues, Fabien tomó el pseudónimo de Grand Corps Malade, que en francés significa  "gran cuerpo enfermo".
En octubre del  2003, aprovechando la llegada del movimiento poético-porreo del slam a Francia, hizo su primera actuación musical titulada Collectif 129H, en un bar parisino. También creó un taller de formación para iniciar a los jóvenes en el género musical del slam. Un amigo suyo, S Petit Nico le propuso realizar una adaptación musical de sus textos, los cuales vieron la luz el 27 de maro de 2006 en su primer álbum Midi 20. En el disco evoca a su ciudad natal, Seine-Saint-Denis, a su amor por la vida, un triste amor unido al dolor provocado por el accidente de 1997.
A principios de 2006 participó en el Grand Cabaret  de Edouard Baer. Su álbum fue presentado públicamente en televisión y radio, gracias a la ayuda de Thierry Ardisson y tuvo unas críticas muy buenas, que contribuyeron a sonsacarle la contribución de la comercialización del álbum.
Unas veces a cappella, otras acompañado de una melodía minimalista en segundo plano, las canciones incluidas en el disco se basan en recitaciones de voz natural y comprensibles. Grand Corps Malade aceptando el término de poesía, crea unos textos que son la prueba de un espíritu creativo basado en los avatares de la vida.
En el 2008 ha vuelto al panorama activo musical con un nuevo álbum titulado Enfant de la ville, que salió al mercado en Francia el 31 de marzo.
También publicó un libro sobre su recuperación del accidente en un hospital, contando las experiencias que allí vivió que tituló " El ritmo de las agujas del reloj"

## Discografía

### Álbumes
- 2006: Midi 20
- 2008: Enfant de la ville
- 2010: 3ème Temps
- 2013: Funambule
- 2015: Il nous restera ça
- 2018: Plan B
- 2020: Mesdames

### Singles
- 2006: 6e sens

### Galardones
- El 10 de marzo de 2007, durante la ceremonia de las  Victoires de la Musique de Francia, recibió el premio al mejor álbum revelación del año y de artista revelación.

### Apariciones en otros medios
- 2003: Participación en el cortometraje  Décroche de Manuel Schapira, en el cual aporta la música y tiene un papel de los personajes.

## Parodias
- Groland ha hecho una parodia de Grand Corps Malade bajo el título « Petit Corps Normal ».
- Les Guignols de l'info hicieron lo propio, llamándola « Grand Président Malade ».
- Fatal Bazooka le parodió en  Fous ta cagoule y en Crêpes au froment
- El cómico Xavier Metzger lo ha hecho también en unos de sus sketchs titulado « Grand Corps Qu'a Faim ».
- El cantante Renaud habla de él en la canción Les Bobos.
- El grupo Hocus Pocus lo cita en su canción Place 54 en la que habla de un viaje en tren.